# Оборона Делиграда (1813)
Оборона Делиграда (серб. Битка на Делиграду) в 1813 году стала одним из последних сражений Первого сербского восстания. После сильного сопротивления повстанцев турки обошли укрепления Делиграда и 25 сентября 1813 года заняли Белград, но Делиград продержался ещё 6 недель, после чего защитники разошлись по домам.
В 1813 году турецкое правительство решило силой заставить сербов подчиниться. Пользуясь дипломатической поддержкой Франции и Австрии и искусно используя нежелание сербов принять полностью условия Бухарестского мира (в первую очередь, сдать крепости), Турция затягивала переговоры с сербами, ведшиеся в Нише, а позднее в Софии, собирая военные силы.
В начале июня 1813 года основные турецкие силы начали наступление на Сербию с трёх сторон: от Ниша к Делиграду, из Боснии к Дрине и от Видина на Неготин. Предвидя нападение, повстанческая армия разделилась на три части: Младен Милованович находился в Делиграде с 10-12 000 человек, князь Сима Маркович был на Дрине с таким же количеством человек, Гайдук-Велько с примерно 3 000 человек был в Краине, а Карагеоргий — в Ягодине с 4-5000 человек в качестве стратегического резерва. У остальных пограничных укреплений и редутов было 500—1000 человек.
Сербы построили возле Делиграда сильную укреплённую позицию с примерно 10 пушками, состоявшую из ряда шанцев, которую защищали 10-12 000 человек под командованием Младена Миловановича.
Подошедшие турки 28 июля попытались атаковать укрепления небольшими силами, но получили отпор. В середине августа над южной турецкой армией (около 50 000 человек) принял командование Мехмед Бехрам-паша. Он намеревался осадить Делиград частью своих сил, а основной частью обойти его через Мозгов и проникнуть в сторону Белграда.
Чтобы не допустить обхода Делиграда, сербы начали строительство редута Новачича (названный так по имени командира отряда) на Мозговаце Вис. В конце августа Бехрам-паша с румелийско-албанской армией атаковал редут Новачича, захватил его, а затем и позиции на левом фланге сербов. В этих боях погибло около 500 сербов. Затем он с частью своих сил осадил Делиград и в начале сентября с основными силами продолжил наступление на Чуприю.
В связи с тем что в это же время вторая турецкая армия проникла из восточной Сербии через Пореч в долину Великой Моравы, Младен Милованович перебросил основные силы из Делиграда в долину Моравы, чтобы защитить её переправы. В укреплениях Делиграда осталось около 3000 человек из Рудницы и Гружана.
После поражения при Равне, бегства руководителя восставших Карагеоргия в Австрию и падения Белграда оборона Делиграда потеряла всякий смысл. Несмотря на это гарнизон продержался ещё 6 недель, а затем прорвался и разошёлся по домам.